# Sonata para violonchelo (Shostakóvich)

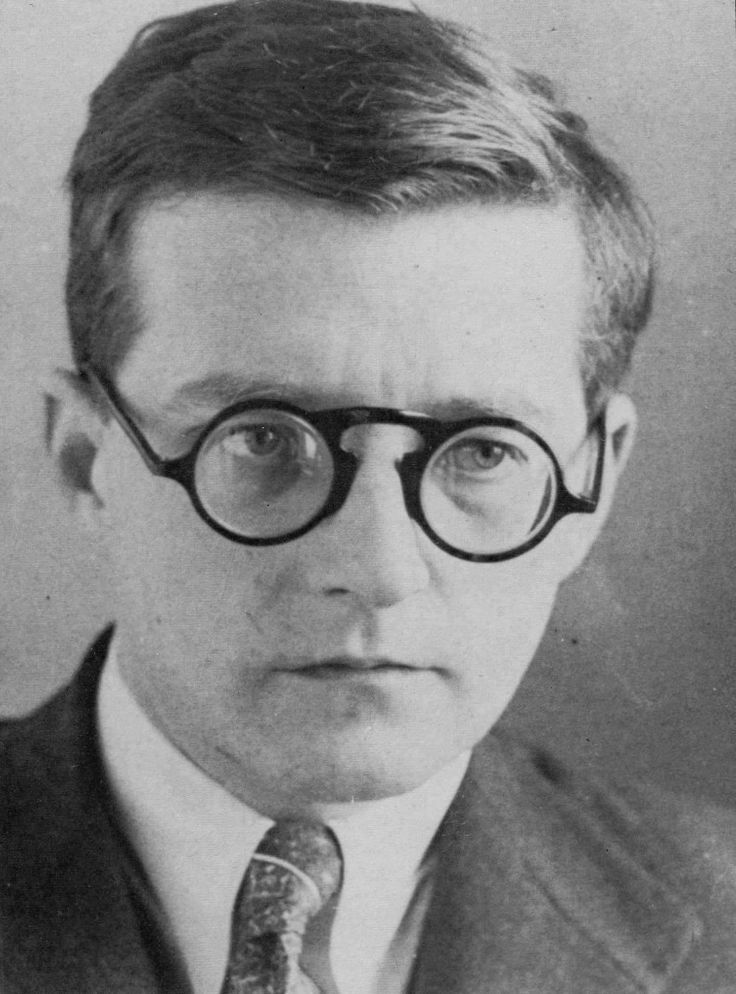
Shostakóvich en 1934.

La Sonata para violonchelo y piano en re menor, Op. 40 fue compuesta por Dmitri Shostakóvich en 1934. La obra está dedicada al violonchelista Viktor Kubatsky.

## Historia

### Composición
La composición de la obra se desarrolló en 1934 en Moscú. La terminó en pocas semanas. La creación de esta pieza coincidió con un periodo de agitación emocional en su vida, ya que se había enamorado de una joven estudiante en un festival de Leningrado en el que presentaba su ópera Lady Macbeth de Mtsensk. Su romance dio lugar a una breve separación de su esposa Nina. A finales de 1934, Shostakóvich y Nina se reconciliaron y ella se quedó embarazada de su primogénita que nació en 1936. Por otra parte, en esta época el maestro ruso recibía todos los honores de la Unión Soviética. Sin embargo, el compositor reelaboró la pieza con frecuencia hasta su muerte. La última edición apareció en 1987, doce años después de su muerte.

### Estreno
El estreno se celebró el 25 de diciembre de 1934 en Moscú con la interpretación del violonchelista Viktor Kubatsky, que era su amigo íntimo y dedicatario de la pieza.

## Estructura y análisis
La obra consta de cuatro movimientos:
- I. Allegro non troppo, en re menor
- II. Allegro
- III. Largo
- IV. Allegro

### I.Allegro non troppo
El primer movimiento, Allegro non troppo, está escrito en la tonalidad de re menor y adopta la forma sonata. La exposición se abre con un amplio primer tema en el violonchelo con un acompañamiento de fluidos arpegios pianísticos, desarrollados por el piano hasta alcanzar el clímax. El segundo tema es interpretado primero por el piano, seguido después por el violonchelo. En el desarrollo, un motivo rítmico atraviesa las fluidas texturas del tema de apertura. La recapitulación aparece con el segundo tema en lugar del primero. El compositor repite el primer tema donde todo se mueve ralentizado, con acordes en staccato en el piano y notas mantenidos en el violonchelo.

### II.Allegro
El segundo movimiento, Allegro, responde a una forma ternaria. Las secciones exteriores en movimiento perpetuo enmarcan un trío a modo de minueto.

### III.Largo
El tercer movimiento, Largo, comienza con el violonchelo solo, al que se une más tarde el piano. La partitura manuscrita indica que el violonchelo debe tocar con sordina.

### IV.Allegro
El cuarto y último movimiento, Allegro, responde a la forma rondó. El Finale contiene un estribillo de rondó que aparece cinco veces, imitado por ambos instrumentos, y se va intercalado con episodios de escalas. En el segundo episodio el piano despliega una breve cadenza. El estribillo reaparece para cerrar la pieza.

## Discografía selecta
- 1959 – Mstislav Rostropóvich, Dmitri Shostakóvich (Supraphon Archiv; EMI Classics).
- 1987 – Yo-Yo Ma, Emanuel Ax (CBS Records MK44664, CD) con el Trío para piano n.º 2 Op. 67.
- 1996 – Xavier Phillips, Hüseyin Sermet (Harmonia Mundi HMN911628, CD) con las Sonatas para violonchelo y piano de Serguéi Prokófiev y Alfred Schnittke, en la colección Les Nouveaux Interprètes.
- 2006 – Alban Gerhardt, Steven Osborne (Hyperion CDA67534)